# Калибратор
Калибратор — специальная эталонная мера, предназначенная для поверки, калибровки или градуировки измерительных приборов, установок методом сличения. Обычно под калибраторами подразумеваются эталонные источники электро-радиотехнических сигналов, хотя бывают калибраторы, воспроизводящие другие физические процессы или явления с определёнными, точно заданными параметрами.

## Некоторые виды калибраторов
- Калибраторы мощности СВЧ  — для поверки ваттметров, измерителей мощности СВЧ, преобразователей мощности ЭМК колебаний
- Калибраторы напряжения и силы тока — для поверки вольтметров, амперметров, преобразователей электрического сигнала
- Калибраторы электрического сопротивления, ёмкости, индуктивности — для поверки омметров, измерителей иммитанса
- Калибраторы частоты — источники электрического сигнала прецизионной частоты
- Калибраторы осциллографов — импульсные генераторы, прецизионные по амплитуде и частоте. Такое устройство обычно встроено в осциллограф и предназначено для его градуировки по горизонтальному и вертикальному отклонению перед началом работы
- Калибраторы радиовысотомеров, радиодальномеров — линии задержки, имитирующие задержку радиосигнала, при прохождении им определённого расстояния в пространстве
- Калибраторы температуры и давления — для поверки термометров, манометров, барометров
- Акустические калибраторы — прецизионные источники звука для поверки и градуировки шумомеров